# Stazione di Villetta
La stazione di Villetta è una fermata ferroviaria situata sulla linea Roma-Albano. È posta nel comune di Castel Gandolfo e, solo per una piccola parte, nel comune di Albano Laziale ed è atta a servire la zona molto popolata, compresa fra le due località.

## Storia
La fermata di Villetta venne attivata nel 1984.

## Strutture e impianti
La fermata si compone di una banchina coperta da una pensilina. Non presenta un fabbricato viaggiatori.

## Servizi
RFI assegna alla fermata la categoria bronze.

## Interscambi
- Fermata autobus

## Movimento
La fermata è servita dai treni regionali della linea FL4, eserciti da Trenitalia.